# Gorzkoborowik korzeniasty

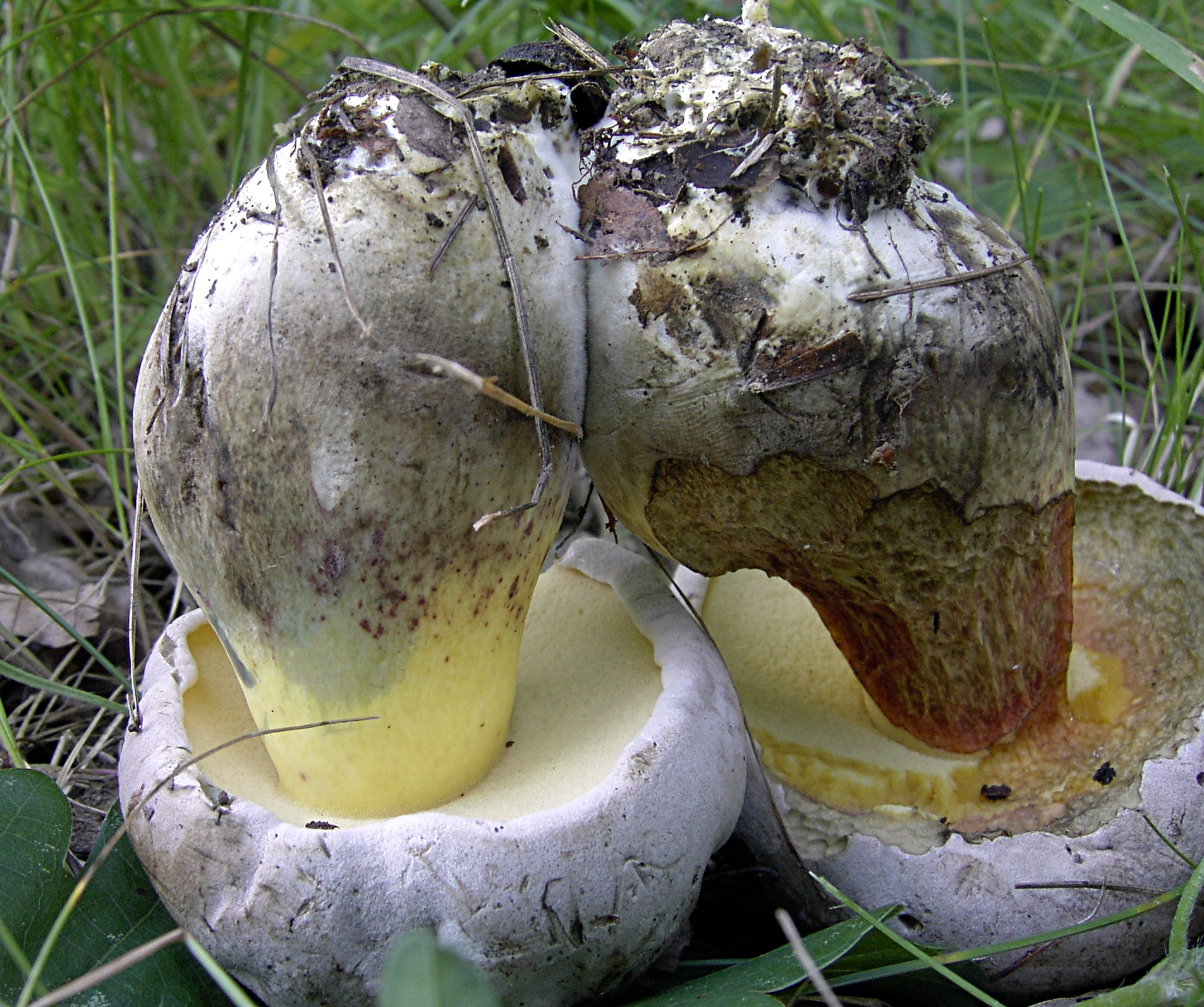

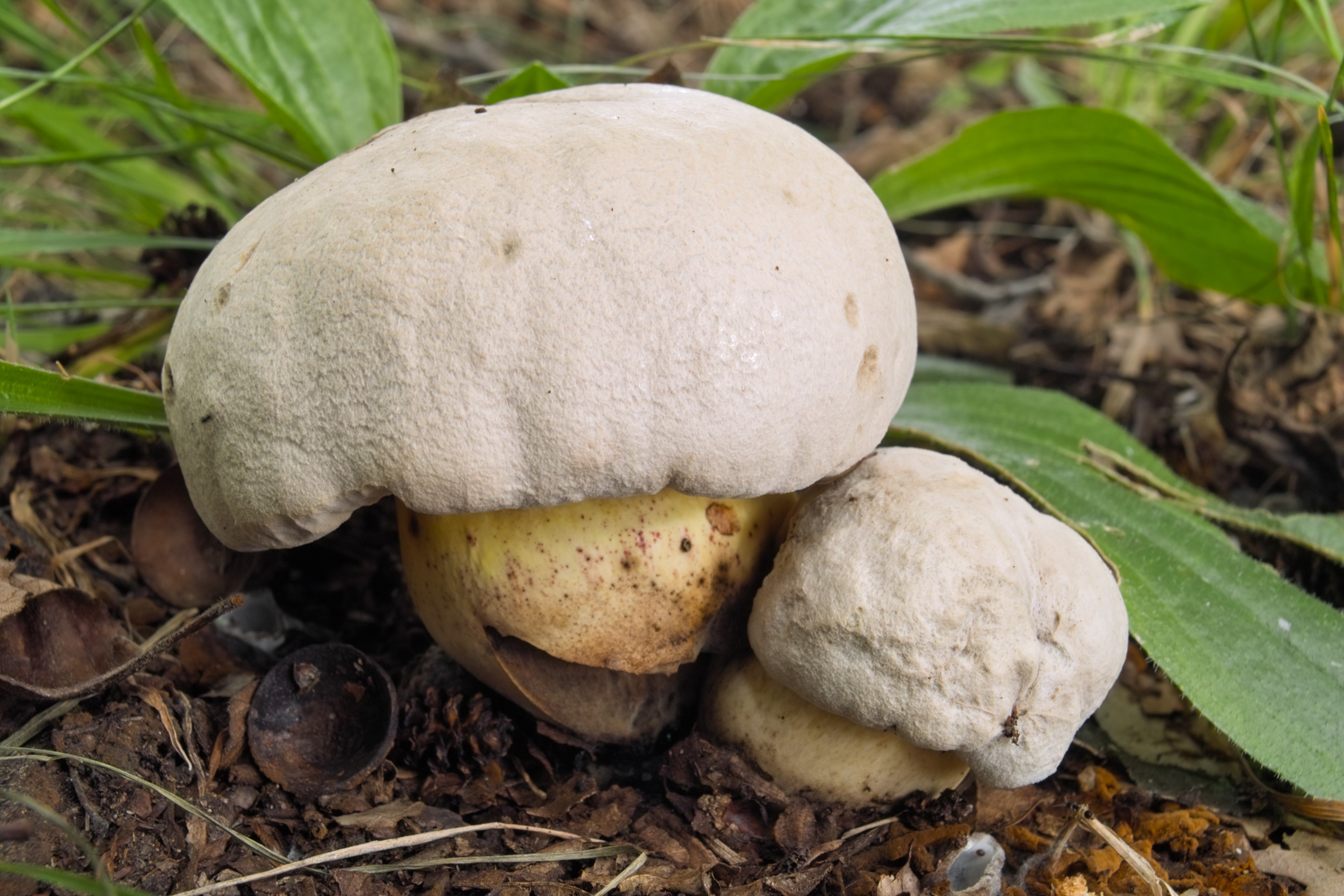

Gorzkoborowik korzeniasty, borowik korzeniasty (Caloboletus radicans (Pers.) Vizzini) – gatunek grzybów z rodziny borowikowatych (Boletaceae).

## Systematyka i nazewnictwo
Pozycja w klasyfikacji według Index Fungorum: Boletus, Boletaceae, Boletales, Agaricomycetidae, Agaricomycetes, Agaricomycotina, Basidiomycota, Fungi.
Po raz pierwszy takson ten zdiagnozował w 1801 r. Christian Hendrik Persoon nadając mu nazwę Boletus radicans. Obecną, uznaną przez Index Fungorum nazwę nadał mu w 2014 r. Alfredo Vizzini przenosząc go do rodzaju Caloboletus.
Niektóre synonimy:

- Boletus albidus Roques 1832
- Boletus amarus Pers. 1801
- Boletus candicans sensu auct.
- Boletus pachypus Fr. 1815
- Boletus pachypus var. amarus Fr. 1831
- Boletus radicans Pers. 1801
- Boletus radicans var. pachypus (Fr.) Bon 1895
- Boletus reticulatus var. albus (Pers.) Hlaváček 1994
- Boletus subtomentosus var. radicans Massee 1892
- Dictyopus amarus (Pers.) Quél 1902
- Versipellis radicans (Pers.) Quél. 1886[2].

Nazwę „borowik korzeniasty” nadała Alina Skirgiełło w 1939 r. Po przeniesieniu tego gatunku do rodzaju Caloboletus stała się niespójna z aktualna nazwą naukową. W 2021 Komisja ds. Polskiego Nazewnictwa Grzybów Polskiego Towarzystwa Mykologicznego zarekomendowała używanie nazwy „gorzkoborowik korzeniasty”.

## Morfologia
Kapelusz
Średnicy 8-15 (do 30) cm. Za młodu półkolisty, potem nieco spłaszczony o jasnej, białoszarej, szarobeżowej barwie. Skórka kapelusza zamszowata, często popękana.
Rurki
Długie do 15–30 mm, wycięte. Za młodu jasnożółte, później cytrynowożółte, z wiekiem oliwkowożółte, po uszkodzeniu mocno błękitniejące.
Trzon
Długości do 13 cm, średnicy do 18 cm. W środkowej części zgrubiały, u dołu zwężony i spiczasto zakończony. Płowożółty, cytrynowożółty, w miejscach uszkodzonych wyraźnie błękitniejący. W górnej części zabarwiony, w dolnej nieco bledszy. Pokryty delikatną siateczką widoczną tylko w jego górnej części.
Miąższ
Jędrny, bladożółty, na przekroju wyraźnie błękitnieje. Zapach nieprzyjemny, początkowo łagodny, później wyraźnie gorzkawy.
Zarodniki
Gładkie, elipsoidalno-wrzecionowate. Wysyp zarodników: oliwkowobrązowy.
Gatunki podobne
Gorzkoborowik żółtopory (Boletus calopus). Odróżnia się czerwono zabarwionym trzonem bez korzeniastego zakończenia i słabiej błękitniejącym miąższem.

## Występowanie i siedlisko
Najszerzej rozprzestrzeniony jest w Europie, głównie w południowej jej części. Poza nią opisano jego występowanie jeszcze w Chinach oraz w nielicznych miejscach w Ameryce Północnej i Afryce. W Polsce gatunek rzadki. Znajduje się na Czerwonej liście roślin i grzybów Polski. Ma status V – gatunek narażony. Jest na czerwonej liście gatunków wymierających także w Norwegii. Objęty jest w Polsce ścisłą ochroną gatunkową. W Polsce do 2020 r. podano 4 jego stanowiska historyczne (dawne) i 31 współczesnych. Aktualne stanowiska podaje także internetowy atlas grzybów.
Grzyb naziemny. Rośnie w lasach liściastych i mieszanych pod bukami, dębami, lipami i leszczyną, na stanowiskach ciepłych i nasłonecznionych. Gleba najchętniej wapienna. Owocniki wytwarza od lipca do października.

## Znaczenie
Grzyb mykoryzowy. Jest niejadalny z powodu goryczy.